# Zosterops flavifrons
Zosterops flavifrons là một loài chim trong họ Zosteropidae.